# Кириченко Олександр Олександрович
Олександр Олександрович Кириченко (13 серпня 1967, Суми) — радянський та російський велогонщик, олімпійський чемпіон.

## З життєпису
Олександр Кириченко тренувався спочатку у Сумах під керівництвом Олександра Кулика, потім у Києві.
Золоту олімпійську медаль та звання олімпійського чемпіона він виборов на сеульській Олімпіаді 1988 року в гіті на 1000 метрів, виступаючи у складі збірної СРСР.
Виступав також на барселонській Олімпіаді 1992 року, представляючи Об'єднану команду та на Олімпіаді в Атланті 1996 року, представляючи Росію.